# یواس‌اس هیورن (۱۸۶۱)
یواس‌اس هیورن (۱۸۶۱) (به انگلیسی: USS Huron (1861)) یک کشتی بود که طول آن ۱۵۸ فوت (۴۸ متر) بود. این کشتی در سال ۱۸۶۱ ساخته شد.